# جای تاوار
جای تاوار (انگلیسی: Jay Tavare؛ زادهٔ ۱۹۶۸) یک هنرپیشه اهل ایالات متحده آمریکا است.
از فیلم‌ها یا برنامه‌های تلویزیونی که وی در آن نقش داشته‌است می‌توان به مبارز خیابانی، رهیاب و هزارپای انسانی ۳ اشاره کرد.